# Heard Building
The Heard Building (alternativamente, Greater Arizona Savings Building ) es un edificio de gran altura de 7 pisos en Phoenix, en el estado de Arizona (Estados Unidos). Albergó las oficinas de The Arizona Republic (anteriormente Arizona Republican) y Phoenix Gazette desde 1920 hasta 1948. Fue construido entre 1919 y 1920 y fue el primer edificio de gran altura que se erigió en Phoenix. Ocupó el título de edificio más alto de Arizona durante cuatro años hasta la finalización del Luhrs Building en 1924.

## Historia
La construcción comenzó el 2 de septiembre de 1919 y fue financiada por Dwight B. Heard y Commonwealth Investment Company como un nuevo hogar para sus inversiones y empresas editoriales. Fue diseñado por Llewellyn Adelbert Parker, un arquitecto anteriormente asociado con Mayberry & Parker, quien diseñó varias otras estructuras en el valle, incluido el Puente de la Avenida Central, el Goodrich Building y el Goldberg Building.
La contratación general se otorgó a James William Martin, quien supervisó la construcción. La contratación de plomería, calefacción y ventilación se adjudicó a DS Horrall Company y los planos de calefacción y ventilación fueron elaborados por Elliott Lee Ellingwood, ingeniero consultor. El edificio fue enlucido con cemento por el contratista escocés Duncan MacDonald y una cuadrilla de ocho hombres. Les llevó ocho meses completarlo.
A raíz de un devastador incendio en 1910 que consumió el hotel Adams, Heard se comprometió a construir todos los proyectos futuros con concreto para reducir la posibilidad de incendios. El Heard Building no es una excepción. Todo el marco es de hormigón armado y, aunque se informaron varios incendios menores a lo largo de los años, se extinguieron rápidamente con daños mínimos.
El Heard Building se vendió en diciembre de 1951 a un grupo de inversores de Nueva York por 710 000 dólares.

## Arizona Republic y Phoenix Gazette
Cuando se inauguró en 1920, las oficinas del Arizona Republican ocupaban la mayor parte del primer piso y partes del sótano para equipos de imprenta. En 1930, la Arizona Publishing Company, empresa matriz de Arizona Republic, compró Phoenix Gazette y trasladó a sus empleados a las oficinas del Republican del primer piso.
Ambas publicaciones periódicas se vendieron en 1946 a Eugene C. Pulliam y en 1948 se trasladaron a una nueva sede.

## Remodelación
En diciembre de 1937 se inició un proyecto de reconstrucción para modernizar la fachada y ampliar las oficinas de Arizona Republic y Phoenix Gazette. Las oficinas de Dwight B. Heard Investment Company se trasladaron del primer piso al tercer piso para dar paso a la expansión. William Peper Construction Company se adjudicó el contrato. El proyecto fue dirigido por EW Larson, gerente general de Commonwealth Investment Company, y William Peper. Los planos arquitectónicos fueron elaborados por Lescher y Mahoney y se espera que la reconstrucción demore 60 días. Los ascensores originales fueron reemplazados por ascensores de nivelación automática y el sistema de aire acondicionado se actualizó el año anterior.

## KTAR
En noviembre de 1929, Arizona Publishing Company adquirió una estación de radio local KFAD, más tarde rebautizada como KTAR (Keep Taking Arizona Republic). Durante 1930 se instaló una estación Western Electric de 1000 watts en el 7° piso y dos de 55 m se instalaron torres en el techo para soportar la antena. La demanda aumentó y, en 1941, KTAR trasladó la transmisión a una nueva planta de 5000 vatios en 36th Street y Thomas Road, las operaciones aún se realizaban desde lo alto del Heard Building. La estación fue comprada por el anunciante John J. Louis, Sr. de Chicago en 1944, el estudio finalmente se trasladó a una nueva ubicación a principios de los años cincuenta.

## Galería

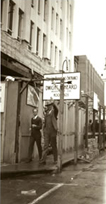
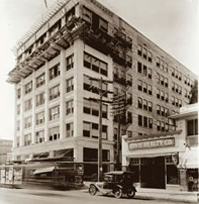
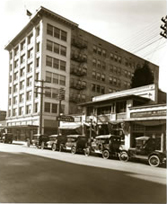
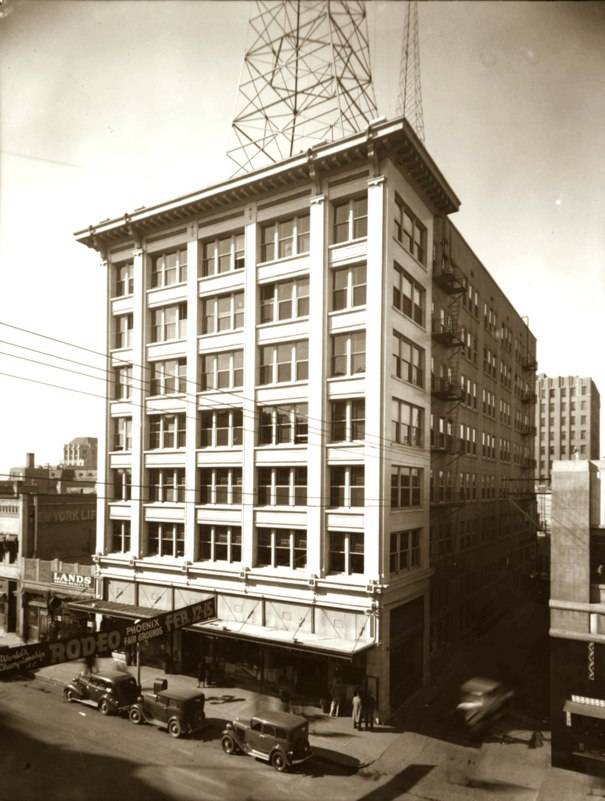
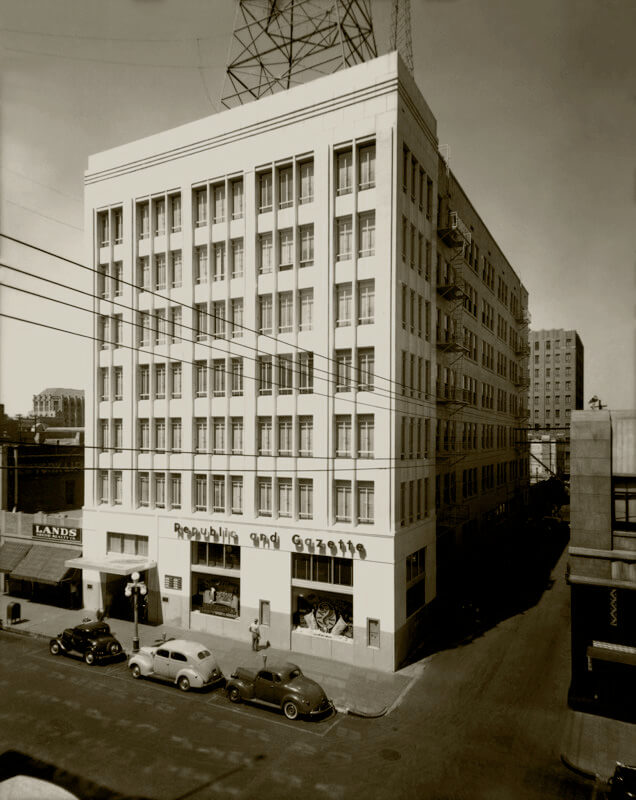

## Cultura popular
El edificio se puede ver en la secuencia inicial de la película Psycho de Alfred Hitchcock de 1960. El clip se desvanece y se centra en el Hotel San Carlos, que está ubicado en la esquina noroeste de Central y Monroe. Puede ver el antiguo Banco de Arizona en construcción justo al oeste del Hotel San Carlos; fue demolido en 2005 para dar paso al 44 Monroe. Camelback Mountain se puede ver en el fondo. Cuando la cámara gira hacia la derecha, puede ver el Heard Building en primer plano con su antena; detrás del Heard Building se puede ver el Professional Building.
En 1922, Bill Strother, la "araña humana", trepó por la fachada y se sentó en lo alto del asta de la bandera
En febrero de 2018, se solicitó al dúo de artistas suizos NEVERCREW que realizara una serie de pinturas murales. Los tres murales se denominan "El oso plateado y la máquina" y pretenden ser un homenaje al pasado del edificio y al extinto grizzly mexicano.